# Powiat włodawski
Powiat włodawski – powiat w Polsce (województwo lubelskie), utworzony w 1999 roku w ramach reformy administracyjnej. Jego siedzibą jest miasto Włodawa. Powiat istniejący z przerwami w latach 1810–1975 i od 1999 r.
W skład powiatu wchodzą:
- gminy miejskie: Włodawa
- gminy wiejskie: Hanna, Hańsk, Stary Brus, Urszulin, Włodawa, Wola Uhruska, Wyryki
- miasta: Włodawa

## Starostowie włodawscy
Na podstawie źródła:
- Marek Pawłowski (1 stycznia 1999 – 15 listopada 2002)
- Edward Łągwa (15 listopada 2002 – 23 listopada 2006)
- Janusz Kloc (23 listopada 2006 – 8 grudnia 2010)
- Wiesław Holaczuk (8 grudnia 2010 – 10 grudnia 2014)
- Andrzej Romańczuk (10 grudnia 2014 – 02 lutego 2024)
- Adam Panasiuk (2 lutego 2024 – 2 maja 2024)
- Mariusz Zańko (2 maja 2024 – nadal)

## Demografia
Liczba ludności (dane z 30 czerwca 2005):
|        | Ogółem | Ogółem | Kobiety | Kobiety | Mężczyźni | Mężczyźni |
| osób   | %      | osób   | %       | osób    | %         |           |
| ------ | ------ | ------ | ------- | ------- | --------- | --------- |
| Ogółem | 40 430 | 100    | 20 483  | 50,66   | 19 947    | 49,34     |
| Miasto | 13 758 | 34,03  | 7092    | 17,54   | 6666      | 16,49     |
| Wieś   | 26 672 | 65,97  | 13 391  | 33,12   | 13 281    | 32,85     |

▶Wieś vs ▶miasto
Ogółem (▶k, ▶m)
Miasto (▶k, ▶m)
Wieś (▶k, ▶m)
Według danych z 31 grudnia 2019 roku powiat zamieszkiwały 38 353 osoby.

## Historia powiatu włodawskiego
Ziemia Włodawska do 1795 r.
W okresie kształtowania się Państwa Polskiego Ziemia Włodawska prawdopodobnie wchodziła w skład tzw. Grodów Czerwieńskich wchodzących w skład państwa polskiego Mieszka I. Grody Czerwieńskie w 981 r. zajęła Ruś Kijowska. w roku 1018 po zdobyciu Kijowa Bolesław Chrobry ponownie przyłączył Grody do Polski (prawdopodobnie już w 1022 r. część północna nowych nabytków z Brześciem została ponownie zajęta przez Ruś). W 1031 r. ponownie tereny te zostały przyłączone do Rusi Kijowskiej. Grody Czerwieńskie przyłączył do Polski na krótko (1077–1086) Bolesław Śmiały. Od 1086 r. ziemia włodawska na trwałe weszła w skład Rusi Kijowskiej później Ks. Halicko-Włodziemierskiego. Od 1340 r. ziemie Rusi Halicko-Włodzimierskiej (Czerwonej i Wołynia) stały się miejscem rywalizacji Polski, Litwy i Węgier, by ostatecznie w 1387 ulec podziałowi między Polskę (Ruś Czerwona w tym obszar Ziemi włodawskiej z Włodawą) i Litwę (północna część Ziemi Włodawskiej). Włodawa z południową częścią Ziemi Włodawskiej należała do Ks. Chełmskiego, później do Ziemi Chełmskiej będącej częścią Województwa Ruskiego ze stolicą we Lwowie. Natomiast północna część Ziemi Włodawskiej należała do Wielkiego Księstwa Litewskiego. W połowie XV wieku doszło do regulacji granicy pomiędzy Koroną Królestwa Polskiego i Wielkim Księstwem Litewskim. Włodawa stała się częścią Księstwa, a granica biegła po linii rzeki Włodawki. Włodawa była na terenie Wlk. Ks. Litewskiego w Ziemi Brzeskiej, a Orchówek w Koronie Królestwa Polskiego Ziemi Chełmskiej. W 1566 r. powstało Województwo brzeskolitewskie, Włodawa i północna część Ziemi Włodawskiej stała się częścią Powiatu Brzeskiego w tym województwie. Od 1569 roku tereny obecnego powiatu włodawskiego były podzielone między dwa województwa (ruskie i brzeskolitewskie) I Rzeczypospolitej. Taki podział administracyjny utrzymał się aż do III rozbioru Polski.
Lata 1795–1809
Po III rozbiorze Polski w 1795 roku ziemia włodawska znalazła się na terenie zaboru austriackiego i była częścią tzw. Galicji Zachodniej (Nowej). W lipcu 1796 r. Galicję Zachodnią (Nową) władze austriackie podzieliły na 12 cyrkułów. Teren ziemi włodawskiej należał do cyrkułów bialskiego i chełmskiego. 29 czerwca 1803 roku w Wiedniu rozpoczęto prace nad nowym podziałem Galicji Zachodniej. Postanowiono połączyć dotychczasowe cyrkuły w większe jednostki administracyjne. Wysunięto też projekt utworzenia 6 nowych cyrkułów: kieleckiego, krakowskiego, lubelskiego, radomskiego, siedleckiego i włodawskiego. Prace zatwierdził cesarz w listopadzie tegoż roku. Z połączenia cyrkułów: bialskiego i chełmskiego powstał cyrkuł włodawski. Siedziby nowych cyrkułów miały mieścić się w miejscach urzędowania dotychczasowych urzędów cyrkułowych. Jedynie dla nowego cyrkułu włodawskiego wybrano Włodawę ze względu na jej centralne położenie. Ostatecznie jednak nowy urząd cyrkularny włodawski otrzymał tymczasową siedzibę w Białej (do czasu wygospodarowania niezbędnych obiektów we Włodawie). Naczelnikiem cyrkułu włodawskiego został Franciszek von Mohrenbach. 1 maja 1804 roku władze austriackie wprowadziły dwustopniowy podział administracyjny. Cyrkuły podzielono na okręgi – Kraise z komisarzami okręgowymi, a z cyrkułu lubelskiego odłączono 18 dóbr ziemskich, w tym miasta Biskupice, Ostrów, Puchaczów i Parczew, które włączono do nowego cyrkułu włodawskiego. Włodawa pozostała siedzibą komisarza okręgowego. Okręg włodawski w cyrkule włodawskim obejmował teren mniej więcej obecnych gmin: Sławatycze, Sosnówka, Wisznice, Hanna, Podedwórze, Jabłoń, Parczew, Milanów, Siemień, Ostrów Lubelski, Uścimów, Sosnowica, Star Brus, Urszulin, Hańsk, Włodawa, Wyryki, Wola Uhruska.
Lata 1809–1867
Po zwycięstwie Księstwa Warszawskiego w wojnie z Austrią w 1809 r. do Księstwa włączono teren Zachodniej (nowej) Galicji. Podstawą do utworzenia powiatu włodawskiego w Księstwie Warszawskim w 1810 roku był podział na okręgi w cyrkule włodawskim. Powiat włodawski był dawnym okręgiem austriackim. W skład powiatu poza samą Włodawą wchodziło jeszcze dziewięć innych miast, tj. Sławatycze, Hanna, Orchówek, Wisznice, Sosnowica, Horodyszcze, Urszulin, Ostrów i Parczew
Tabela statystyczna ludności i obszaru Księstwa Warszawskiego z 1810 r. podaje, że powiat włodawski obejmował obszar – 44.1900400 mil kwadratowych (około 2450 km²). Zamieszkany był przez 50 316 mieszkańców w tym: mężczyzn – 25 310, kobiet – 24 998. W miastach mieszkało – 9491 osób, na terenach wiejskich – 40 825, w tym: chrześcijan – 46 833, Żydów – 3483. Pod względem wielkości terytorium był to 9 powiat w Księstwie Warszawskim, pod względem liczby ludności był najludniejszym powiatem departamentu siedleckiego.
W latach 1810–1816 powiat włodawski był częścią departamentu siedleckiego. W 1815 roku powiat włodawski został przyłączony do Królestwa Polskiego pod panowaniem Imperium Rosyjskiego (zabór rosyjski). W latach 1816–1837 był częścią obwodu radzyńskiego w województwie podlaskim ze stolicą w Siedlcach. W latach 1837–1842 znajdował się w obwodzie radzyńskim guberni podlaskiej ze stolicą w Siedlcach. Od 11.10.1844 powiat włodawski stał się okręgiem w powiecie radzyńskim, który od 1.01.1845 r. był częścią guberni lubelskiej. Terytorialnie okręg odpowiadał terenowi dawnego okręgu austriackiego w cyrkule włodawskim, czy też powiatu z czasów Księstwa Warszawskiego.
Wielu mieszkańców ziemi włodawskiej wzięło udział w powstaniu styczniowym przeciwko Carskiej Rosji w latach 1863–1864. Ponadto na tym obszarze miały miejsce walki polskich powstańców z wojskami rosyjskiego zaborcy.
Lata 1867–1918
1 stycznia 1867 r. okręg włodawski przekształcono w powiat włodawski, który stał się jednym z 9 powiatów guberni siedleckiej. W skład powiatu nie weszły wszystkie tereny dawnego okręgu (obecne gminy: Hanna, Sławatycze były częścią powiatu bialskiego a Milanów, Jabłoń, Siemień powiatu Radzyńskiego) taki podział administracyjny utrzymał się aż do 1912 roku. Wtedy to władze rosyjskie powołały gubernię chełmską, w skład której wszedł powiat włodawski w następujących granicach: wsie Bednarzówka, Białka, Uhnin i Chmielów z gminy Dębowa Kłoda; gmina Ostrów (Lubelski); wsie Babianka, Kolechowice i Tyśmienica z gminy Tyśmienica; gminy Uścimów, Wola Wereszczyńska, Włodawa, Wyryki, Hańsk, Horodyszcze, Krzywowierzba, Opole, Romanów, Sobibór, Turno i miasto Włodawa. Z uwagi na wybuch I wojny światowej nowy podział administracyjny nie został zrealizowany przez władze carskie.
Lata 1918–1939
Po zakończeniu I wojny światowej władze II RP powróciły do podziału administracyjnego obowiązującego przed 1912 r. Powiat włodawski w latach 1918–1939 był częścią województwa lubelskiego. Był on największym powiatem województwa (w 1939 r.) liczył 2326 km² zamieszkany był przez 113 600 mieszkańców. Był 44 powiatem w Polsce pod względem powierzchni (na 264 powiaty). W 1922 r. do powiatu przyłączono gminę Sławatycze (obszar obecnej gminy Sławatycze i Hanna), które od 1805 do 1867 były w okręgu (powiecie) włodawskim a od 1867 r. w powiecie bialskim. Tuż przed wybuchem II wojny światowej do powiatu włodawskiego planowano przyłączyć część terenów z powiatu brzeskiego województwa poleskiego leżących za Bugiem a naturalnie ciążących do Włodawy.
Lata 1939–1944
W okresie okupacji niemieckiej zlikwidowano powiat włodawski, dzieląc jego obszar pomiędzy powiat bialski i chełmski, tworząc we Włodawie filię urzędu powiatowego w Chełmie.
Lata 1944–1955
Po wojnie przywrócono powiat włodawski, który obejmował 2326 km i zamieszkany był przez 82 215 mieszkańców. Składał się z 3 miast i 14 gmin i 200 gromad. W skład powiatu wchodziły gminy: miasto Parczew, miasto Włodawa, miasto Ostrów, Dębowa Kłoda, Hańsk, Krzywowierzba, Opole, Romanów, Sławatycze, Sobibór, Tyśmienica, Uścimów, Wisznice, Włodawa, Wola Wereszczyńska, Wołoskowola, Wyryki. Był największym powiatem w województwie lubelskim i czwartym powiatem pod względem wielkości w Polsce. W 1954 roku z zachodniej części powiatu włodawskiego wydzielono powiat parczewski. W skład powiatu parczewskiego z terenu powiatu włodawskiego weszły gromady: Chmielów, Dębowa Kłoda, Jedlanka, Kodeniec, Plebania Wola, Tyśmienica, Sosnowica i miasto Parczew. Z dniem 1 stycznia 1955 r. z pow. włodawskiego do lubartowskiego przeniesione zostały gromada Kolechowice i miasto Ostrów Lubelski.
Lata 1955–1975
Powiat włodawski obejmował obszar 1677 km² i zamieszkany był przez 52,7 tys. ludzi składał się 1 miasta i 11 gmin (dane z 1973 r.). Pod względem wielkości był 5 powiatem w województwie. W wyniku przekształcania gromad w gminy w 1972 roku powiat włodawski powiększył się o 13 sołectw: Jabłeczna, Krzywowólka, Krzywowólka-Kolonia, Nowosiółki, Parośla, Sajówka, Terebiska, Zańków, Borysik, Grabniak, Sumin, Hola, Krzywowierzba.
Lata 1975–1999
W wyniku reformy administracyjnej zlikwidowano w Polsce w 1975 powiaty i powołano 49 województw. Teren powiatu włodawskiego podzielono pomiędzy województwo bialskopodlaskie (gminy: Sławatycze, Hanna, Sosnówka, Wisznice, Podedwórze) i chełmskie (gminy: Włodawa, Wyryki, Stary Brus, Urszulin, Hańsk, Wola Uhruska, Miasto Włodawa. Wkrótce okazało się, że bez szczebla pośredniego pomiędzy województwem a gminami nie da się prawidłowo zarządzać, więc zaczęto powoływać rejony. Rejon włodawski obejmował wszystkie gminy dawnego powiatu włodawskiego leżące w województwie chełmskim i gminę Sosnowica.
Po 1999 r.
W 1999 r. reaktywowano powiat włodawski. W skład powiatu wchodzą: gminy wiejskie: Hanna, Hańsk, Stary Brus, Urszulin, Włodawa, Wola Uhruska, Wyryki, miasto: Włodawa. Powiat zajmuje powierzchnię: 1256,27 km² zamieszkanych przez 40,5 tys. mieszkańców.
Według danych z 30 czerwca 2020 roku powiat zamieszkiwało 38 207 osób.

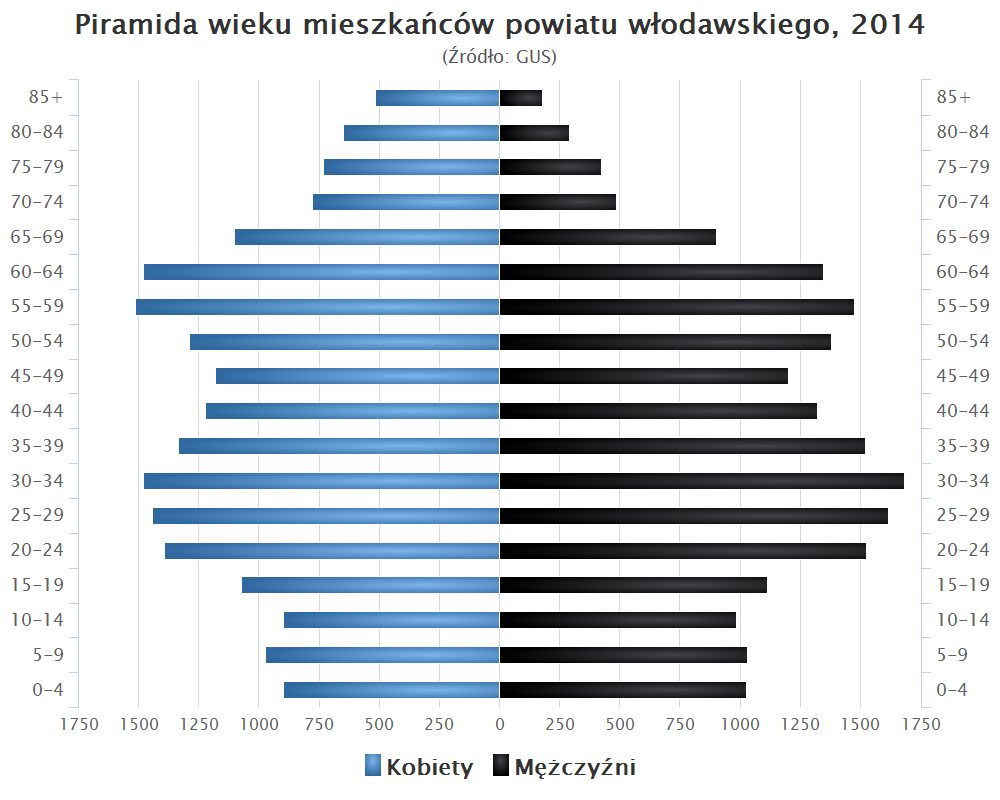
Piramida wieku mieszkańców powiatu włodawskiego w 2014 roku

## Gospodarka
W końcu września 2019 liczba zarejestrowanych bezrobotnych w powiecie obejmowała ok. 2 tys. mieszkańców, co stanowi stopę bezrobocia na poziomie 13,9% do aktywnych zawodowo.

## Sąsiednie powiaty
- powiat chełmski
- powiat łęczyński
- powiat parczewski
- powiat bialski